# 29. pehotna divizija (Avstro-Ogrska)
29. pehotna divizija (izvirno nemško 29. Infanterie-Division oz. nemško 29. Infanterietruppendivision) je bila pehotna divizija avstro-ogrske kopenske vojske, ki je bila aktivna med prvo svetovno vojno.

## Organizacija
Maj 1941
- 57. pehotna brigada
- 68. pehotna brigada
- 26. poljskotopniški polk
- 9. težkohavbični divizion

## Poveljstvo
Poveljniki (Kommandanten)
- Alfred Zedtwitz: avgust 1914
- Eduard Zanantoni: september - december 1914
- Alfred Krauss: januar - julij 1915
- Joseph Kroupa: julij 1915 - april 1916
- Joseph Schön: april - november 1916
- Karl Steiger: november 1915 - junij 1918
- Otto von Berndt: junij - avgust 1918
- Friedrich Kloiber: avgust - november 1918